# 安治川水門
安治川水門（あじがわすいもん）は、高潮の被害から大阪地域を守るために安治川河口に設置された防潮水門である。

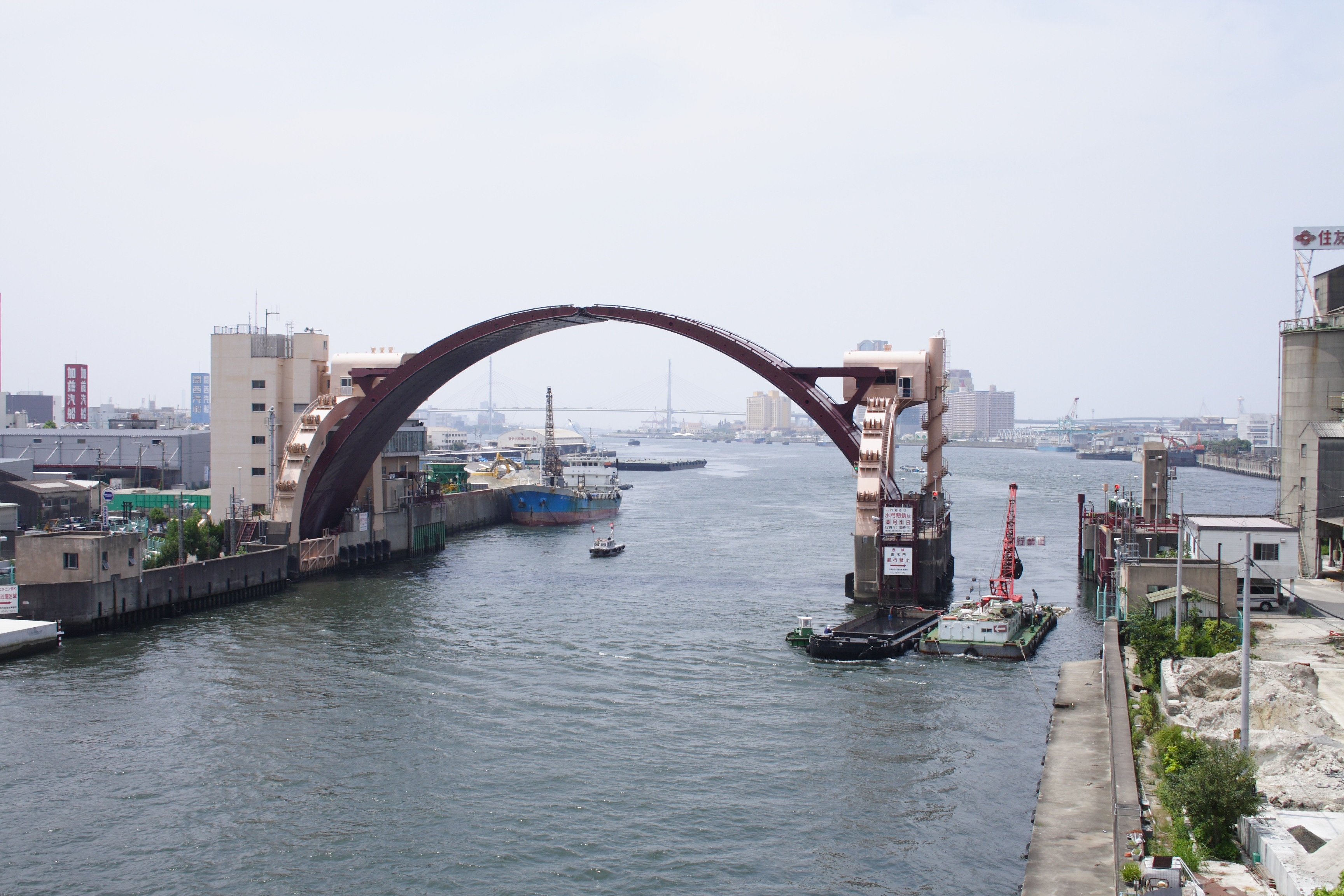
安治川水門全景

## 大阪地域の高潮対策
|                         | 1934年              | 1950年             | 1961年      |
| 台風の名称              | 室戸台風            | ジェーン台風       | 第2室戸台風 |
| ----------------------- | ------------------- | ------------------ | ----------- |
| 水害種別                | 高潮                | 高潮               | 高潮        |
| 気圧 （ミリバール）     | 954.5               | 970.3              | 937.3       |
| 時間最大雨量 （mm）     | 6.8                 | 19.8               | 12.2        |
| 総雨量 （mm）           | 22.3                | 64.7               | 42.8        |
| 最大風速 （m/s）        | 42.0                | 28.1               | 33.3        |
| 潮位 （O.P.+m）         | 4.20 （推定値）     | 3.85 （推定値）    | 4.12        |
| 浸水面積 （ヘクタール） | 4921                | 5625               | 3100        |
| 床上浸水家屋 （戸）     | 166720 （大阪府下） | 45406 （大阪府下） | 59198       |
| 床下浸水家屋 （戸）     | 166720 （大阪府下） | 35058 （大阪府下） | 67782       |
| 浸水家屋 （戸）         | 166720 （大阪府下） | 80464 （大阪府下） | 126980      |
| 死傷者 （人）           | 17898 （大阪府下）  | 21465 （大阪府下） | 2165        |

大阪平野は沖積平野であり海抜が低く、台風による風が吹き付ける方向に対して大阪湾が開口しているために幾度となく高潮の被害にあってきた。加えて人口の集中、工業化の進展に伴い進行した地盤沈下ともあいまって1934年の室戸台風、1950年のジェーン台風、1961年の第2室戸台風では大きな被害を出した。そのため防潮施設の整備が進められてきたが1965年より大阪高潮対策恒久計画が策定された。高潮の被害を防ぐためには防潮堤をかさ上げする方法があるが、淀川流域では2mのかさ上げが必要であり都市の景観が変わってしまうこと、多数の橋梁と道路の改築が必要なこと、また防潮堤の延長が長くなることなどの理由により実現は困難とされた。そのため河川の河口部に防潮水門を設け、海水の遡上を防ぐことが考えられた。
計画では伊勢湾台風クラスの台風が室戸台風の経路を通り満潮時に大阪を直撃したケースを想定し、計画高潮位を大阪湾の平均干潮位（以下O.P.と略す）に5.2mを加えた値に設定した。この値は台風シーズン（7 - 10月）の平均満潮位2.2mと台風による潮位の上昇を3.0mと想定し合計したものである。
そして、防潮水門外での計画堤防高は変動量1.4mを考慮しO.P.+6.6mに、防潮水門内での計画堤防高は計画貯留水位3.5mと余裕高0.8mを加えたO.P.+4.3mに設定された。
この計画に従い防潮水門の設置が行われた。正蓮寺川水門、六軒家川水門、三軒家水門ではローラーゲート水門が、安治川水門、尻無川水門、木津川水門では船舶の航行が盛んであったためにアーチ型水門が採用された。
なお、神崎川流域では橋梁が比較的少なかったために防潮堤方式が採用された。

## アーチ型水門
安治川水門で採用された形式はアーチ型水門といい、アーチ型の鋼製ゲートが上流側に倒れることで水門を閉鎖する。この形式の水門は通常の水門と比較すると航路の確保、耐震性、耐風性の面で優れている。日本国内では同計画で設置され、基本設計を同一とする安治川水門、尻無川水門、木津川水門の3か所が存在している。

### アーチ型水門の構造

#### 主水門
主水門の扉体は二つの部分からなり中央部のヒンジで結合されている。幅66.7m、高さ11.9m。鋼鉄製で総重量は530トンに達する。主塔上部の巻き上げ機からワイヤーで支えられており、開閉はワイヤーの繰り出し、巻き取りによって行う。

#### 巻上機室、ガイドアーチ、ピア、ケーソン
ガイドアーチは90度の円弧を描く鋼製の構造物で、上部に巻上機室が設置されている。ガイドアーチ下の部分はピアといい、鉄筋コンクリート製である。ピアはケーソンによって支えられており、ケーソンは地下44メートルの地盤に達している。また両側のピアを結ぶ地下通路が設置されている。

#### 支承部
両側のピアに扉体を支える支承部が設置されている。この部分は主水門開閉時以外は水面の浮遊物が流れ込まないように防塵スクリーンで保護されている。

#### 副水門
副水門は水位調節用に設置されている。幅17.1m、高さ11.55mの鋼鉄製スイングゲート式水門である。扉体重量は107トンである。開閉は油圧シリンダーにより行う。

### アーチ型水門の運転

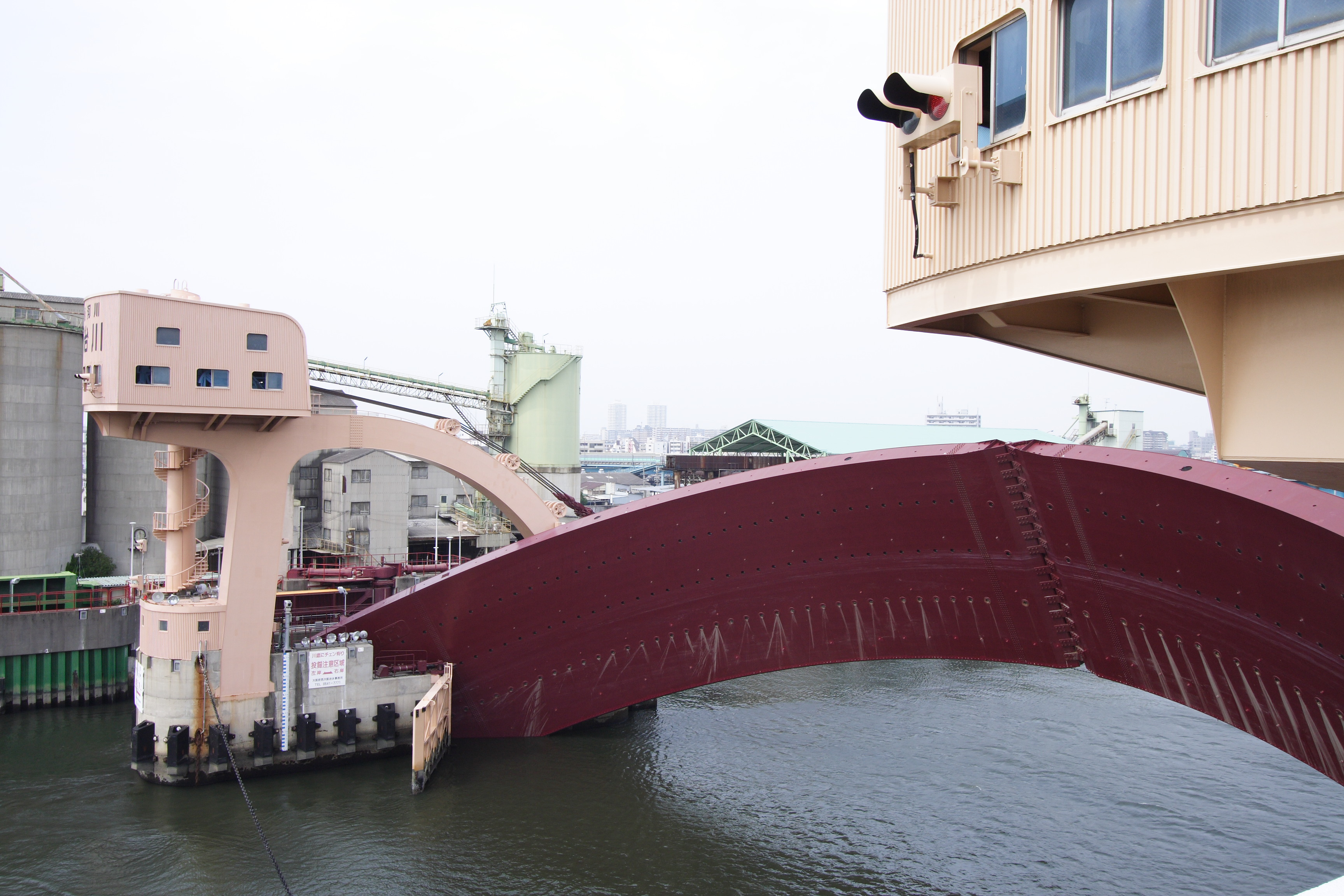
閉鎖操作中の主水門

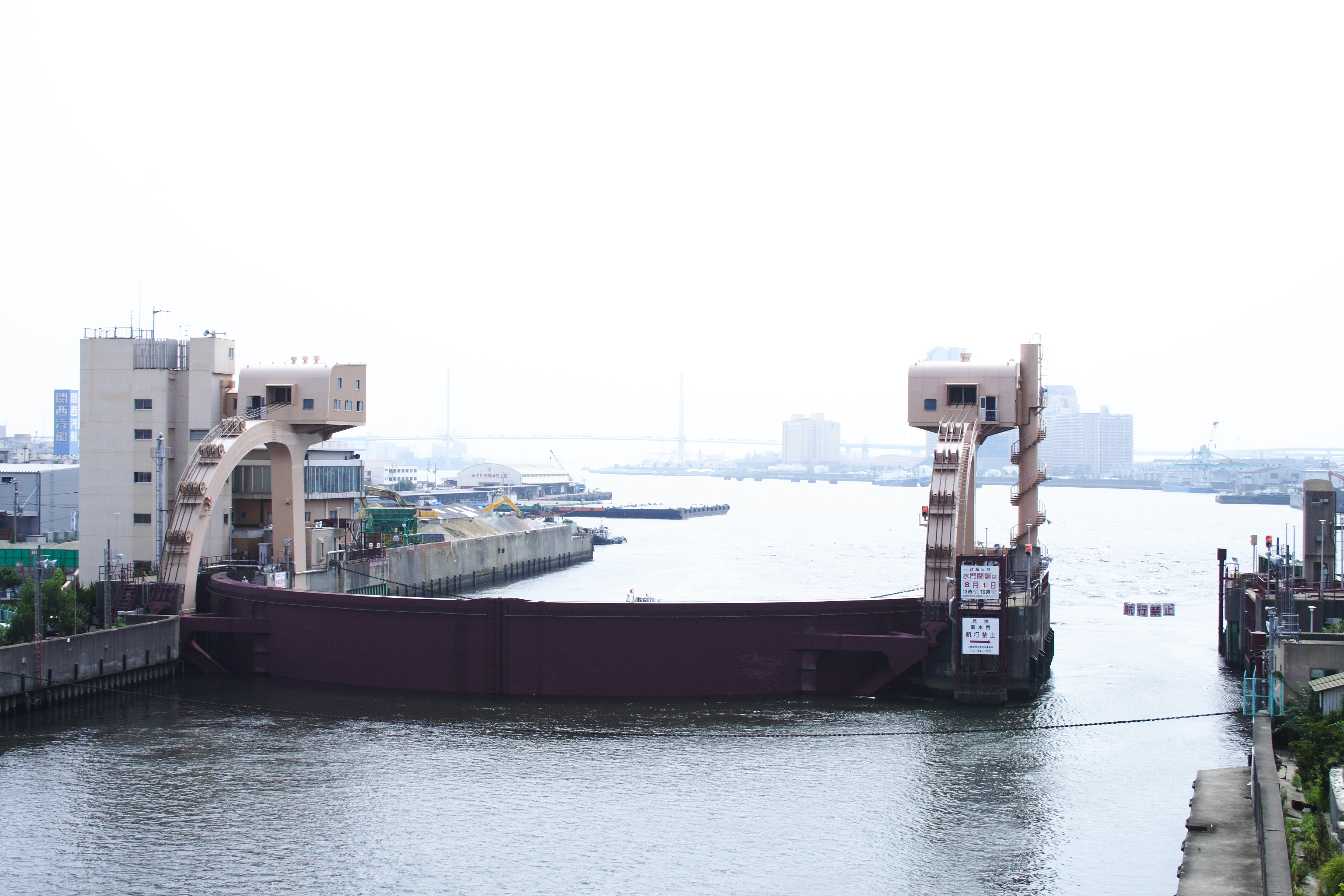
主水門が閉鎖された状態

#### 操作
1. サイレン吹鳴
2. 主水路の信号を赤に切り替える
3. 緩衝用チェーンを張る
船舶が接近できないように普段は水底に沈んでいるチェーンで水路を閉鎖する。
4. 防塵スクリーン開放
5. 主水門閉鎖
巻き上げ機からワイヤーロープを繰り出し扉体を上流側に90度倒す。
6. 防塵スクリーンを扉体に接触させる
7. 副水門閉鎖
8. 水門閉鎖中に上流から流れてくる水は上流の毛馬排水機場に設置されたポンプで新淀川に放流される。

水門を開くときは逆の手順で行う。

#### 命令系統
水門閉鎖は大阪府知事の指令に基づいて西大阪治水事務所長が行うことと定められている。水門の閉鎖基準は高潮警報発表後潮位がO.P.+2.5mを超えるまでである。

### アーチ型水門の問題点
- 動作には必ず電源を必要とするため停電時には動作不能になる。また発電用燃料の配管が損傷した場合も動作不能になる。（ローラーゲート式は停電時でも扉自体の重さで動作可能。）
- アーチの頂上にある継ぎ目や下部の根本部分は津波の衝撃に耐えられない。（ローラーゲート式は津波対して一定の強さを有する。）

## ギャラリー

### 安治川水門

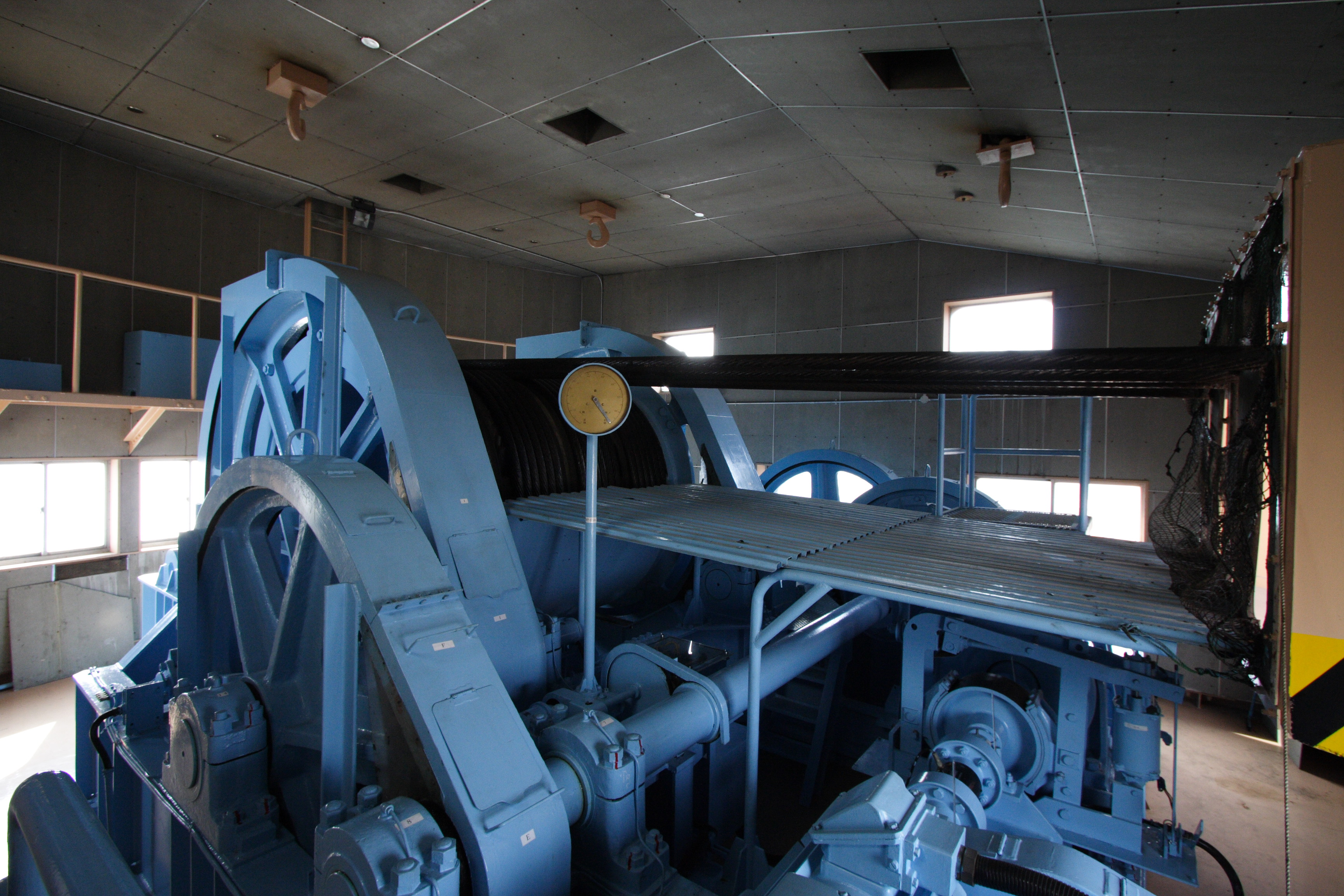
巻上機室に設置されている巻き上げ機
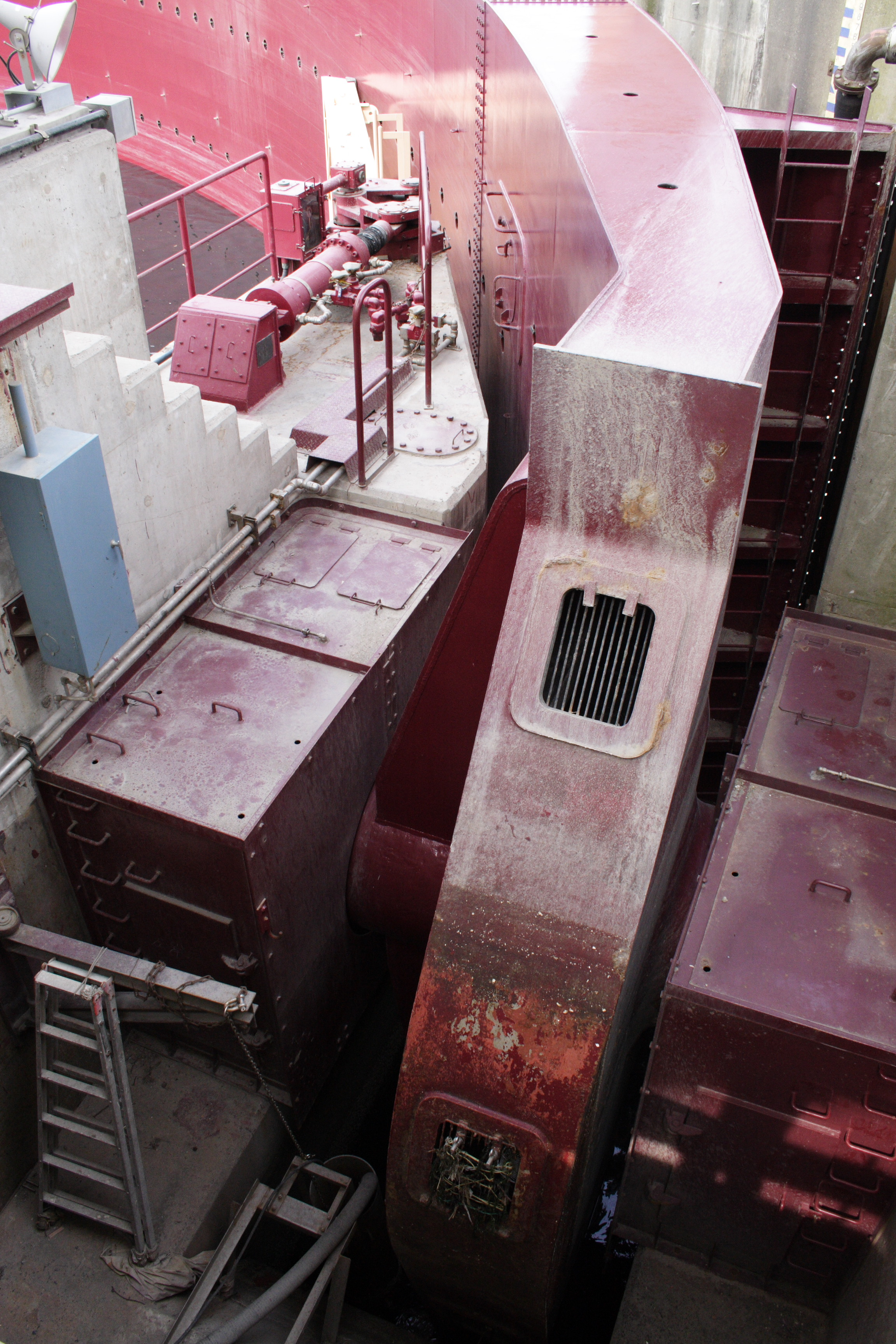
支承部
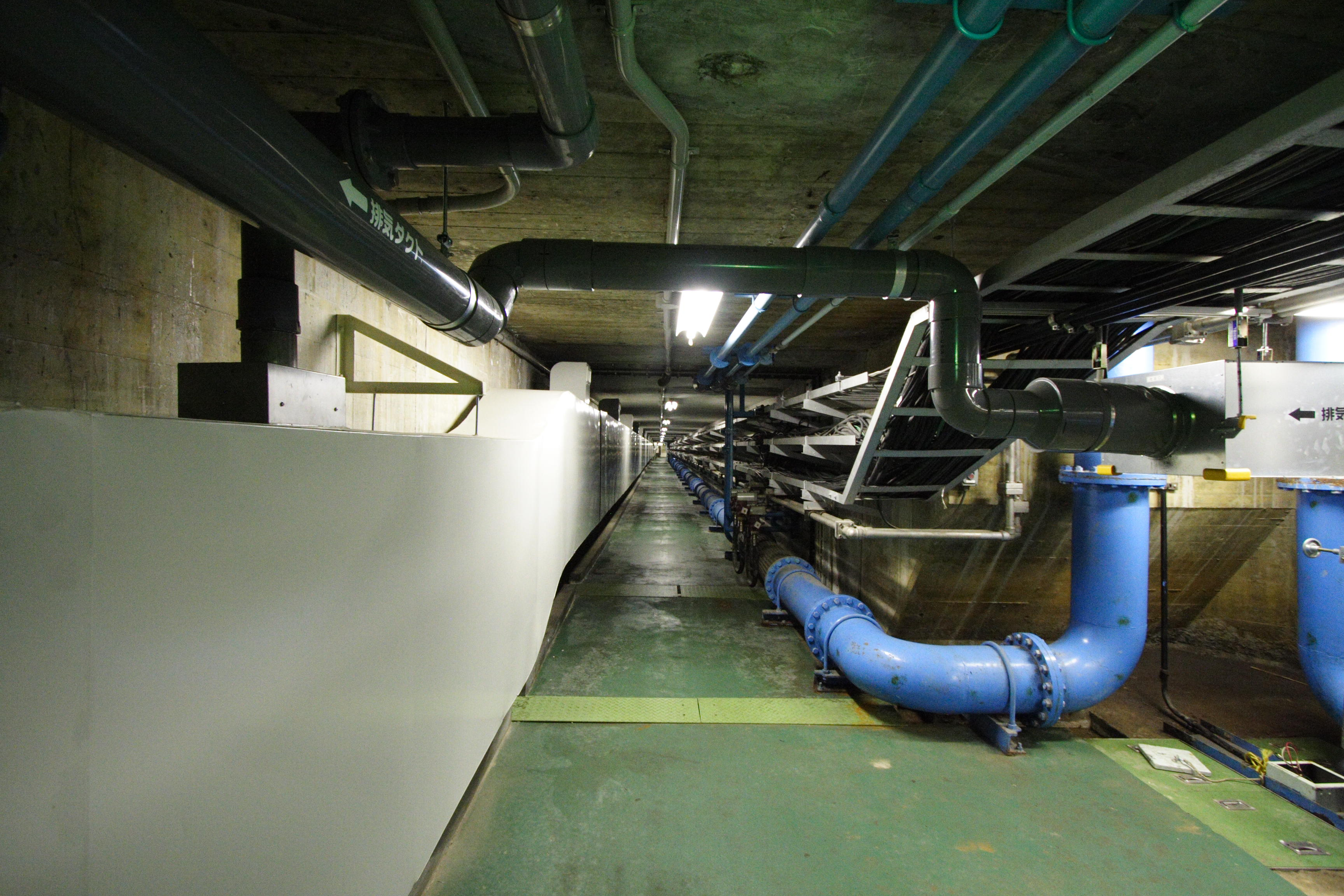
地下通路
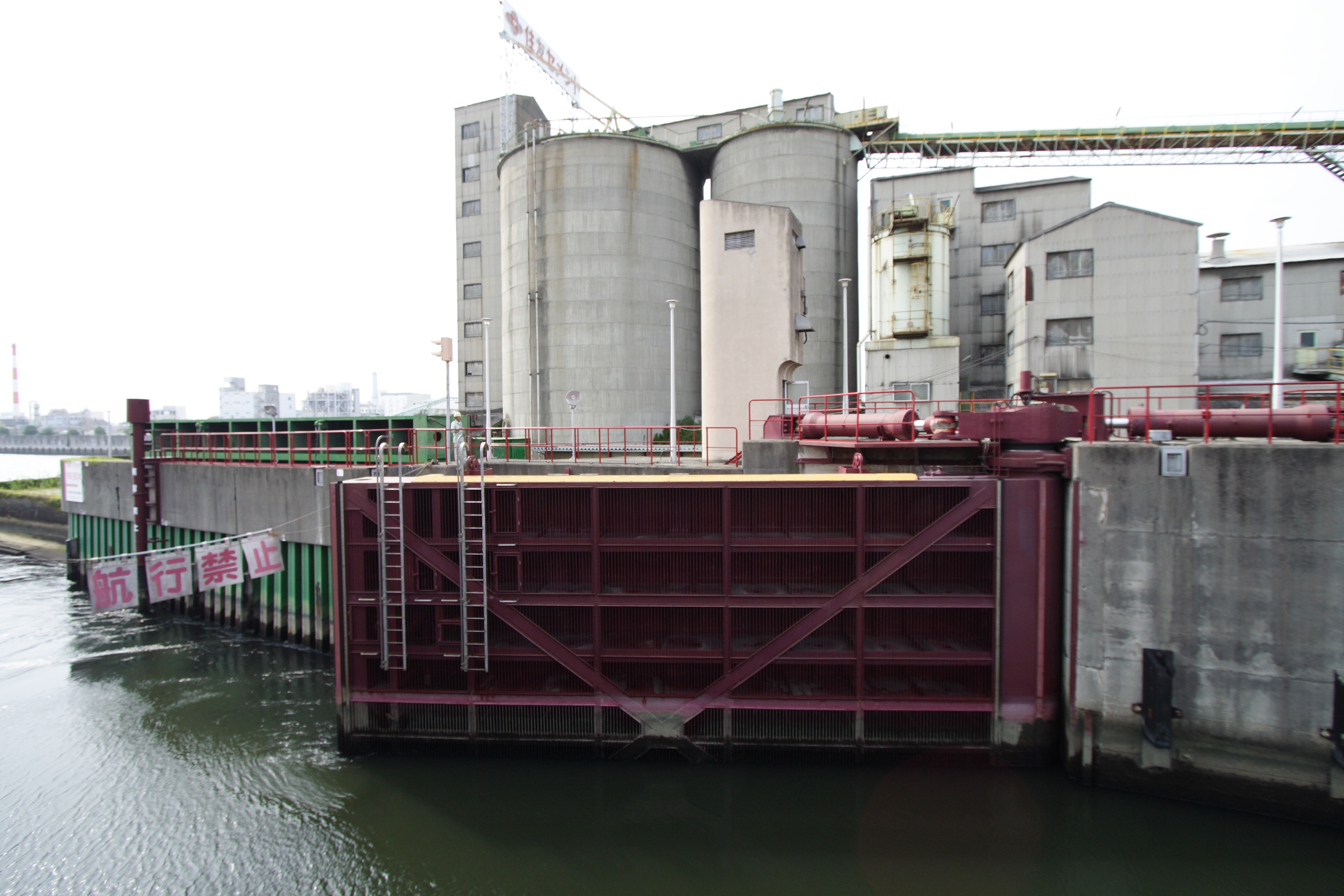
開放操作中の副水門

### 木津川水門

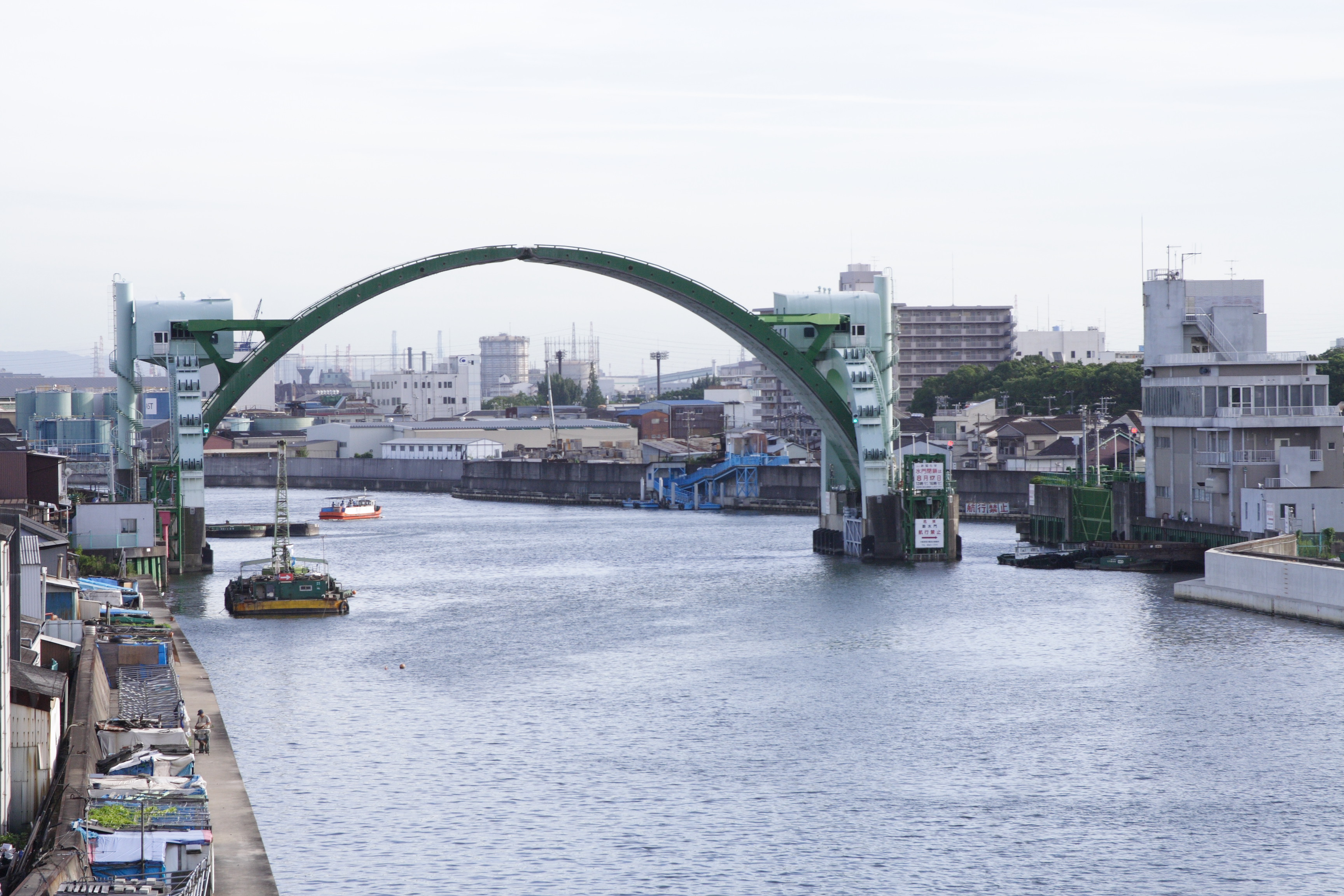
木津川水門全景

### 尻無川水門

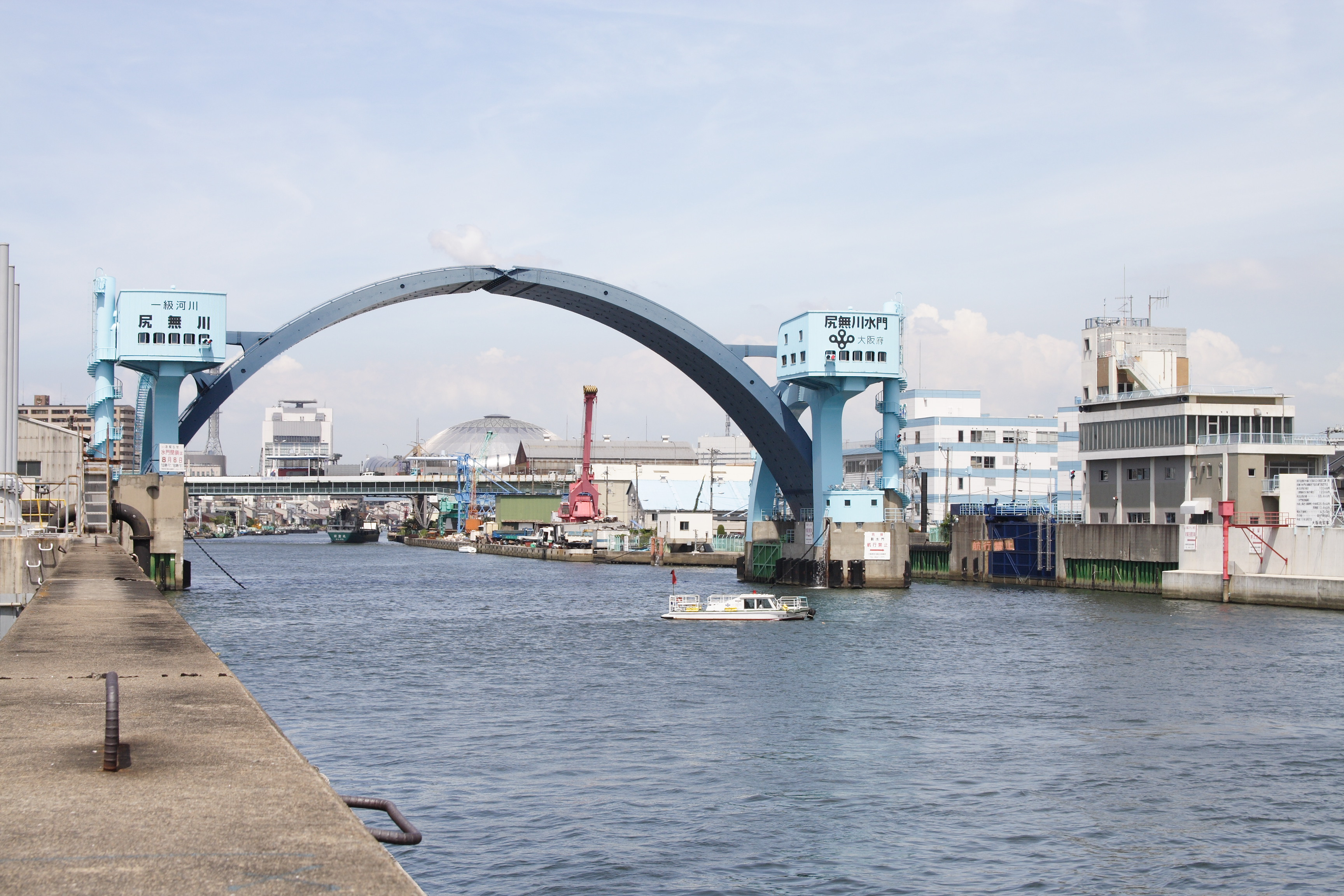
尻無川水門全景
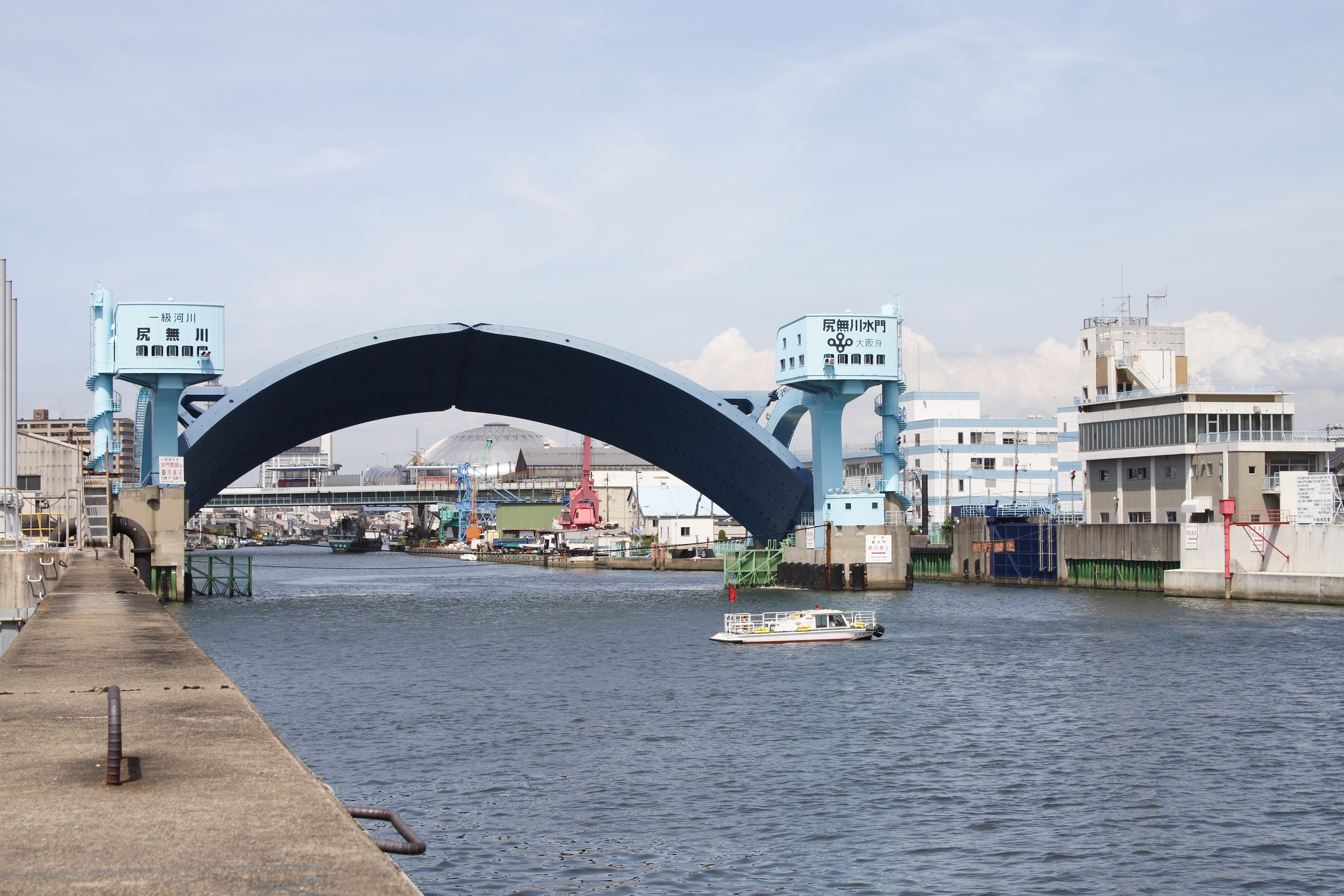
主水門閉鎖中
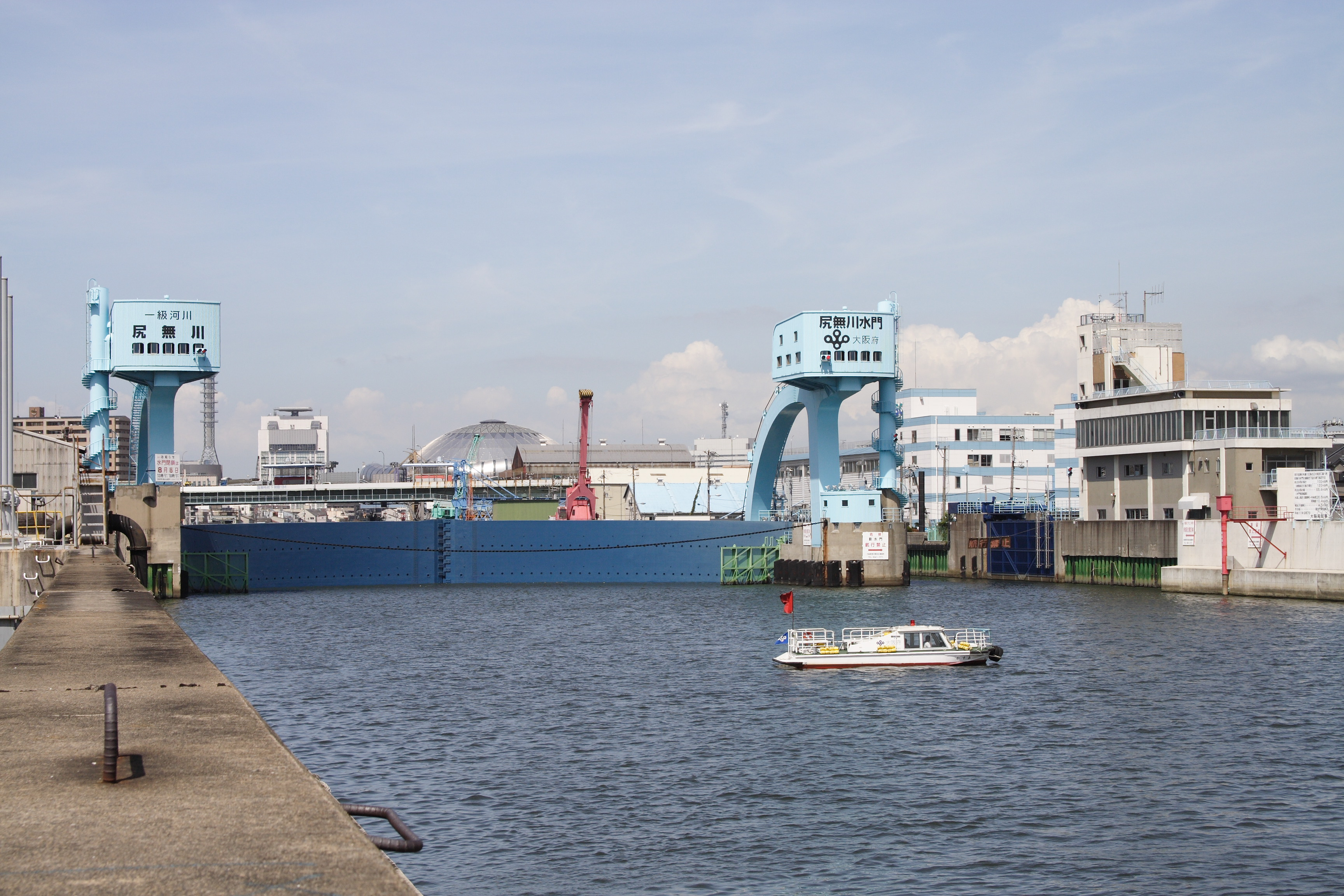
主水門閉鎖が完了した状態
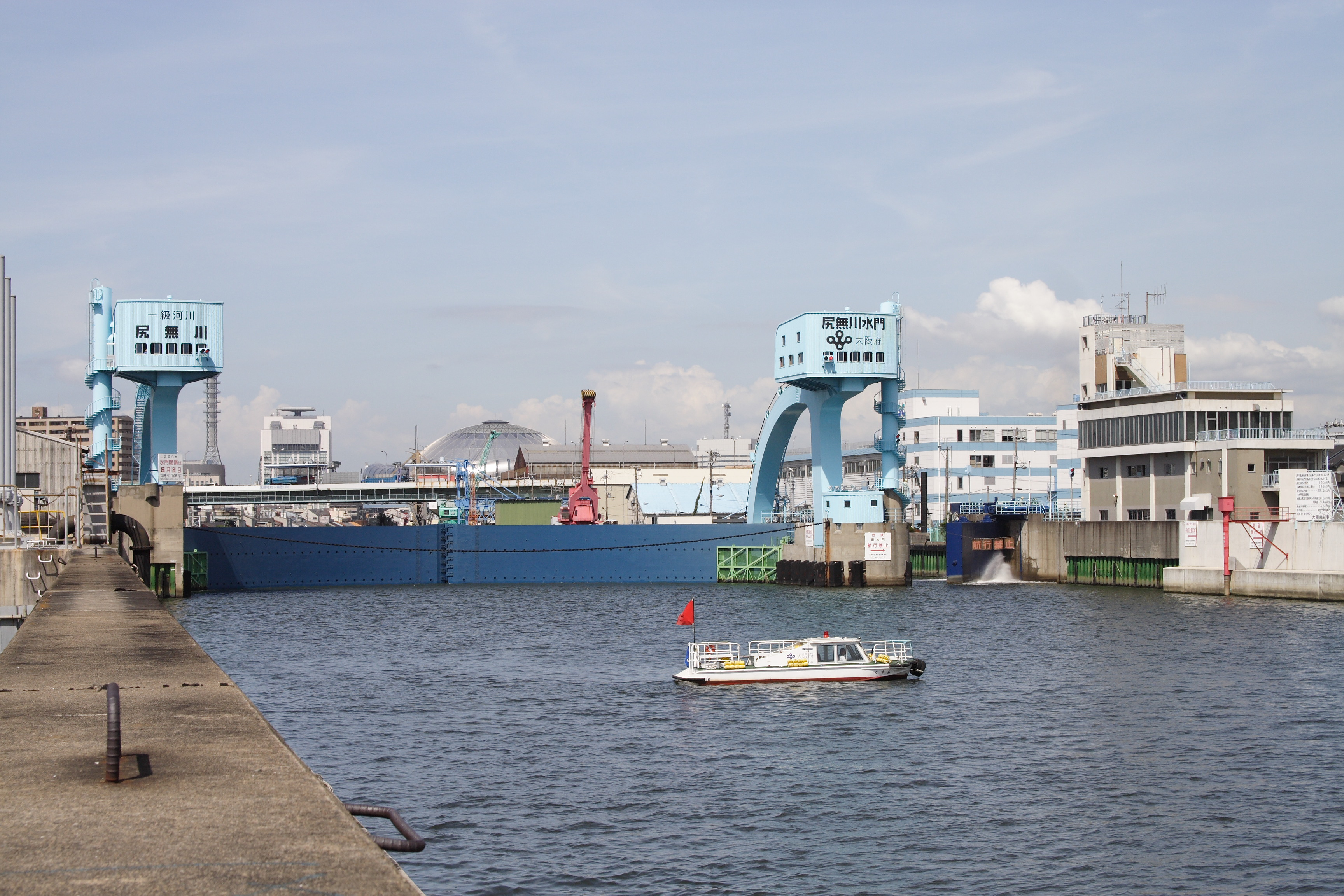
副水門閉鎖中
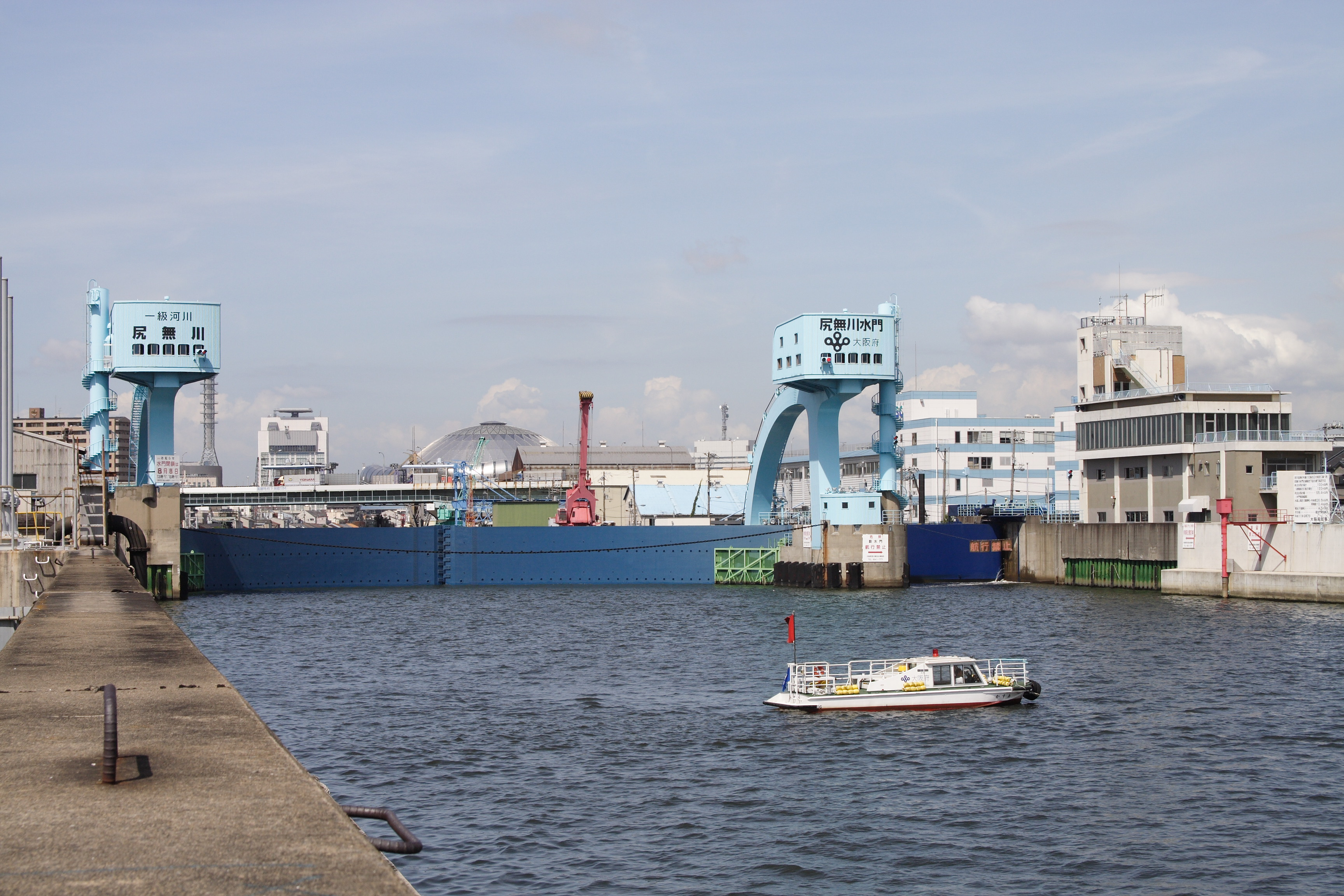
完全に閉鎖が完了した状態

## 稼動実績
- 1975年8月22日 - 23日 台風6号
- 1979年9月29日 - 10月1日 台風16号
- 1994年9月29日 - 30日 台風26号
- 1997年7月26日 - 27日 台風9号
- 2003年8月9日 - 10日 台風10号
- 2004年8月30日 - 31日 台風16号
- 2004年9月7日 台風18号
- 2018年9月4日 台風21号

## 安治川水門諸元[5]
- 所在地：大阪市港区弁天6丁目3-13
- 形式：アーチ型ゲート（主水門）、スイングゲート（副水門）
- 径間：57.0m（主水門）、15.0m（副水門）
- 有効幅員：55.4m
- 閉鎖時天端高：O.P.+7.40m
- 扉体の大きさ：幅66.7m、高さ11.9m（主水門）、幅17.1m、高さ11.55m（副水門）
- 扉体重量：530t（主水門）、107t（副水門）
- 操作時間：50分
  - 扉体を閉めるのに要する時間：30分（主水門）、10分（副水門）
- 動力：電動機60kW 2基ワイヤー巻き取り式（主水門）、22kW 2基油圧式（副水門）
  - 発電機：ガスタービン自家発電機600馬力
- 基礎：ニューマチックケーソン44.0m
- 完成年月日：1970年3月
- 事業費：31億3800万円
- 施工：大林組、日立造船

## 位置情報
- 北緯34度40分31.99秒 東経135度27分21.70秒 / 北緯34.6755528度 東経135.4560278度（世界測地系）